# Epirrhoe hastatoides
Epirrhoe hastatoides är en fjärilsart som beskrevs av Nitsche 1925. Epirrhoe hastatoides ingår i släktet Epirrhoe och familjen mätare. Inga underarter finns listade i Catalogue of Life.